# Конвой «Вевак Йото № 1»
Конвой «Вевак Йото № 1» — японський конвой часів Другої світової війни, проведення якого відбувалось у лютому 1944-го.
Пунктом призначення конвою був Вевак на північному узбережжі Нової Гвінеї, де розміщувався головний японський гарнізон на цьому острові. Вихідним пунктом став Палау — важливий транспортний хаб на заході Каролінських островів.
До складу конвою увійшли транспорти «Кофуку-Мару» та «Ягумо-Мару», тоді як охорону забезпечував мисливець за підводними човнами CH-34.
Конвой вийшов з порту 9 лютого 1944-го, а 13 лютого «Ягумо-Мару» відокремився та попрямував до порту Холландія (наразі Джаяпура, за три з половиною сотні кілометрів західніше Веваку). Інші кораблі 14 лютого досягнули Веваку та вже 15 лютого рушили назад, при цьому до них знову приєдналось «Ягумо-Мару».
Хоча поблизу Палау регулярно діяли американські підводні човни, а Вевак перебував у межах досяжності ворожої авіації, проте в підсумку конвой пройшов без втрат і 20 лютого повернувся на Палау.